# Оулунсало
Оулунсало (фін. Oulunsalo, швед. Uleåsalo) — громада у Фінляндії, в провінції Північна Остроботнія. Розташована на північний захід від Оулу (близько 10 км від міста). Населення становить 9 615 осіб; площа — 211,12 км². Щільність населення — 115, 34 чол / км². Офіційна мова — фінська. 

## Історія
Громада заснована у 1882 році. 
У Оулунсало розташований аеропорт міста Оулу. 
Тут народилася Саара Аалто — фінська співачка, представниця Фінляндії на Євробаченні-2018. 

## Демографія
На 31 січня 2011 в громаді Оулунсало проживало 9615 чоловік: 4886 чоловіків і 4729 жінок. 
Фінська мова є рідною для 99,03% жителів, шведська — для 0,07%. Інші мови є рідними для 0,85% жителів громади. 
Віковий склад населення: 
- до 14 років — 28,34%
- від 15 до 64 років — 62,6%
- від 65 років — 8,89%

Зміна чисельності населення за роками:  
| Рік  | Чисельність |
| ---- | ----------- |
| 1980 | 4555        |
| 1990 | 6538        |
| 2000 | 8196        |
| 2010 | 9599        |
| 2011 | 9615        |

## Галерея

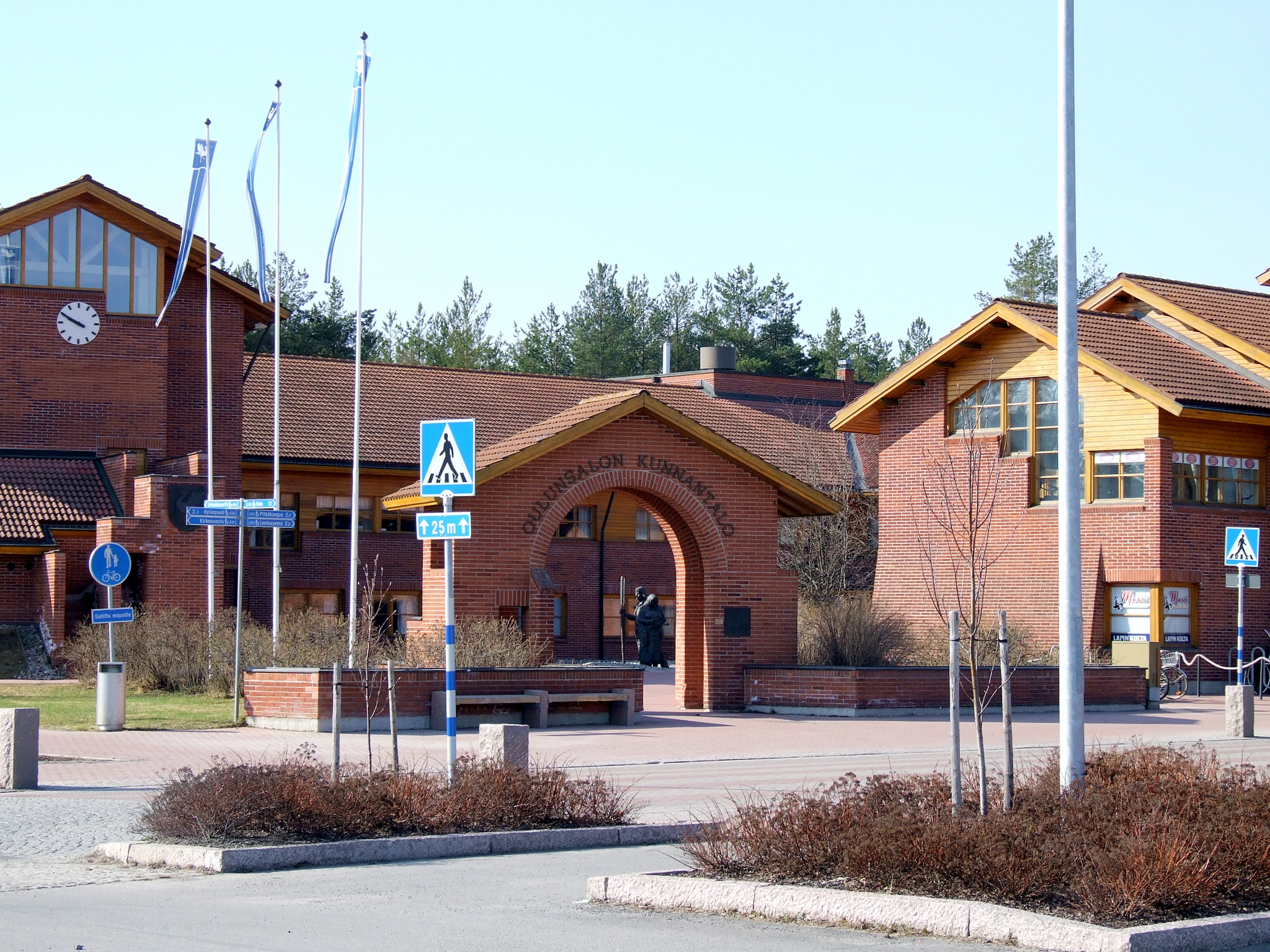
Центр громади